# 利神城
利神城（りかんじょう）は、播磨国佐用郡平福（兵庫県佐用郡佐用町平福）にあった日本の城（山城）。国の史跡に指定されている。平福は朝霧の名所であり、江戸時代初期には天守がありその姿が霧の上に浮かんだ偉容から雲突城とも呼ばれた。

## 概要
因幡街道の宿場町として栄えた平福宿の北東に位置する利神山（標高373m）山上にある連郭式の山城である。最高所に本丸があり、本丸を中心に南側に二の丸、更に南の下った場所に馬場、北東に鴉丸、西に大坂丸、西側のずっと下ったところに三の丸が配されていた。
2017年（平成29年）10月13日、国の史跡に指定された。

## 歴史
南北朝時代の1349年（貞和5年、正平4年）に赤松氏一族の別所敦範によって築城された。赤松氏の居城であった白旗城の北の守りとしての役割を成していた。1441年（嘉吉元年）に起こった嘉吉の乱によって赤松氏と共に別所氏も一旦は滅亡した。その後、1466年（文正元年）別所氏後裔の別所治定が城を奪回した。
戦国時代に入り織田信長家臣の羽柴秀吉が中国攻めに進攻すると時の城主別所定道は羽柴氏に恭順の意を示した。病弱な兄に代わり城主となった林治は本家筋にあたる三木城主別所長治が織田氏に反旗を翻すとこれに従った。このため、 1578年（天正6年）織田方に属していた上月城主尼子勝久と家臣の山中幸盛に攻められ落城した。同年、上月城が毛利氏に攻められ落城すると、利神城は毛利方に属していた宇喜多直家の所有となった。宇喜多氏はその後、羽柴氏に従ったため1600年（慶長5年）の関ヶ原の戦いまで宇喜多氏の所有であった。宇喜多氏は西軍主力であったため改易となった。
関ヶ原の戦いの後、播磨には池田輝政が入封し、1601年（慶長6年）輝政は甥の由之に平福領2万2千石を分与した。この地に入封した由之は5年の歳月を要して城を大改修した。三重の天守を構え、曲輪を全て石垣で築き回廊で結んだ。また、山麓に城主屋敷、武家町、街道沿いに町人地を設け城下町を整備した。城を見た輝政はその豪壮さに驚き、江戸幕府の警戒を恐れて天守の破却を命じたとされる。由之は1609年（慶長14年）に備前国下津井城の城番として転出し、この時点で三重天守など主要建造物は取り壊されていた。1615年（元和元年）輝政の6男輝興が2万5千石を与えられ平福藩が立藩し城主となった。
1631年（寛永8年）輝興は兄の政綱が継嗣無くして死去したことにより赤穂藩を嗣いだため、平福藩は廃藩となり利神城も廃城となった。以後、この地には旗本松平氏の所領となり宿場町の一角に代官の陣屋が構えられた。
2015年（平成27年）度から石垣の修復や城址の整備などに取り掛かる。石垣の状態が悪く崩落の危険性がある為に無断入城を禁止している。現在ではガイドツアー同行時のみ三の丸までの登城が可能になっている

## 御殿屋敷跡
佐用豪雨の復旧と調査で、礎石・掘立建物・堀などの遺構の他、瓦や陶磁器などの生活遺品を発見した。